# Натхненник
«Натхненник» (англ. The Mastermind) — англо-американський кримінальний фільм 2025 року, зрежисований, написаний і змонтований Келлі Райкарт. Головні ролі виконали Джош О'Коннор і Алана Хаїм.
Прем'єра фільму відбулась 23 травня 2025 року в основній конкурсній програмі 78-го Каннського кінофестивалю, де він був високо оцінений критикою.

## Сюжет
Дія відбувається на початку 1970-х років у Фремінгемі, штат Массачусетс, на тлі війни у В'єтнамі. Безробітний тесляр Джеймс Муні, який не закінчив художню школу, вимушений красти аматорські картини, щоб прогодувати дружину та двох синів. Детально продумана перша масштабна крадіжка картин Артура Доува йде не за планом…

## У ролях
- Джош О'Коннор — Джеймс Блейн Муні
- Алана Хаїм — Террі Муні, дружина Джеймса
- Джон Магаро — Фред, друг Джеймса
- Хоуп Девіс — Сара Муні, мати Джеймса
- Білл Кемп — Білл Муні, батько Джеймса, суддя
- Гебі Гоффманн — Мод
- Аманда Пламмер
- Коул Доман — Ларрі Даффі
- Меттью Мейгер — Джеррі
- Рензі Феліз

## Створення
Келлі Райкарт давно мріяла зробити фільм-пограбування про викрадення живопису. У 2022 році, після прочитання статті про 50-ту річницю пограбування Вустерського музею мистецтв, режисерка почала писати сценарій «Натхненника», орієнтуючись на класичні фільми-пограбування, особливо періоду Нового Голлівуду:
|  | Мій улюблений режисер — Жан-П'єр Мельвіль. Я люблю Новий Голлівуд, проте це фільми зроблені чоловіками про чоловіків. ... Будь-хто з персонажів Джека Ніколсона може робити що заманеться, але ви все одно чомусь будете на його боці. Я продовжила цю традицію, але трохи її урізноманітнила, деконструювала жанр, як і план Муні. |

Джош О'Коннор так відгукувався про режисерку: «Келлі — одна з моїх найулюбленіших режисерок у світі. Є всього декілька режисерів, з якими я мріяв попрацювати, і Келлі — одна з них. Працювати з нею було краще за все». Для підготовки до ролей актори слухали музику 1970-х років, дивились тогочасні документальні фільми, читали есе Джоан Дідіон.
Знімальний процес пройшов із листопада по грудень 2024 року у Цинциннаті та Коламбусі, які архітектурно співпадали із сюжетним періодом фільму — 1970-ми роками. «Роль» пограбованої арт-галереї в фільмі зіграла Меморіальна бібліотека Клея Роджерса в Коламбусі.

## Сприйняття
Після завершення каннського показу аудиторія аплодувала стоячи 6 хвилин. За підсумковим вердиктом критиків, присутніх на фестивалі, фільм отримав середній бал 2.7 з 4 можливих.
«Натхненник» здобув високі оцінки критики. «Цілком ймовірно, що це найбільш сприйнятливий глядачем і найбільш втішливий фільм режисерки — безпомилково райкартівське дослідження тканини буденності та наслідків її зношення» — писала Джессіка К'янг з Variety. Критик газети The Guardian Пітер Бредшоу оцінив фільм у 4 бали з 5 можливих: «Квієтичний, споглядальний стиль Райкарт несподівано виграє у створенні супернатуралістичного зображення пограбування арт-галереї».
Сама Келлі Райкарт так висловлювалась про ідею свого фільму: «Тема, яка постійно виникає в моїх роботах — відокремлена особистість проти члена суспільства або громадянина світу. Чи справді ми можемо залишитись у стороні від того, що коїться навколо нас? Чи все ж таки ці клопоти наздоженуть нас?». Натепер рейтинг фільму на Metacritic — 73 %, на Rotten Tomatoes — 91 %.